# Iole
Iole (altgriechisch Ἰόλη Iólē, korinthisch ϝιολα) ist in der griechischen Mythologie die Tochter des Königs Eurytos von Oichalia und die Schwester des Iphitos.
König Eurytos beschuldigte Herakles nach einem verlorenen Wettstreit im Bogenschießen des Betruges und dass er nur mit der Hilfe von magischen Pfeilen gewonnen hätte. Er weigerte sich, dem Helden seine Tochter Iole zur Frau zu geben. Iole wurde von Herakles nach der Eroberung von Oichalia und der Ermordung ihres Vaters als Kriegsgefangene entführt und mit Herakles’ Sohn Hyllos vermählt.